# Zander the Great
Zander the Great è un film muto del 1925 diretto da George W. Hill. La pellicola è la prima regia di Hill – che era il marito della sceneggiatrice Frances Marion – per la MGM.

## Trama
Mamie è un'orfana che viene accolta in casa da Mrs. Caldwell, una gentile signora che ha un bambino di nome Alexander. Mamie e Alexander diventano grandi amici e lei lo soprannomina, con affetto, "Zander".
Quando la signora Caldwell muore, Mamie scopre con orrore che le autorità hanno deciso di mettere il suo Zander nello stesso orfanotrofio da cui l'aveva salvata la mamma di Alexander. Un posto orribile, in cui gli abusi erano prassi quotidiana. Mamie si ripromette di risparmiare a Zander un destino simile al suo. Decisi a ritrovare il padre del ragazzo, i due partono per il West. Lì, l'avventura li aspetta. Un giovanotto finirà per salvarli dai banditi e in lui troveranno il sostituto del padre tanto cercato.

## Produzione
Il film fu prodotto dalla Cosmopolitan Pictures Corporation

## Distribuzione
Distribuito dalla MGM, il film uscì nelle sale cinematografiche USA il 2 maggio 1925. Copia del film viene conservata negli archivi della Metro-Goldwyn-Mayer/United Artists.

### Date di uscita
IMDb
- USA	2 maggio 1925
- Finlandia	17 maggio 1926

Alias
- Alejandrito Magno	Spagna